# USB

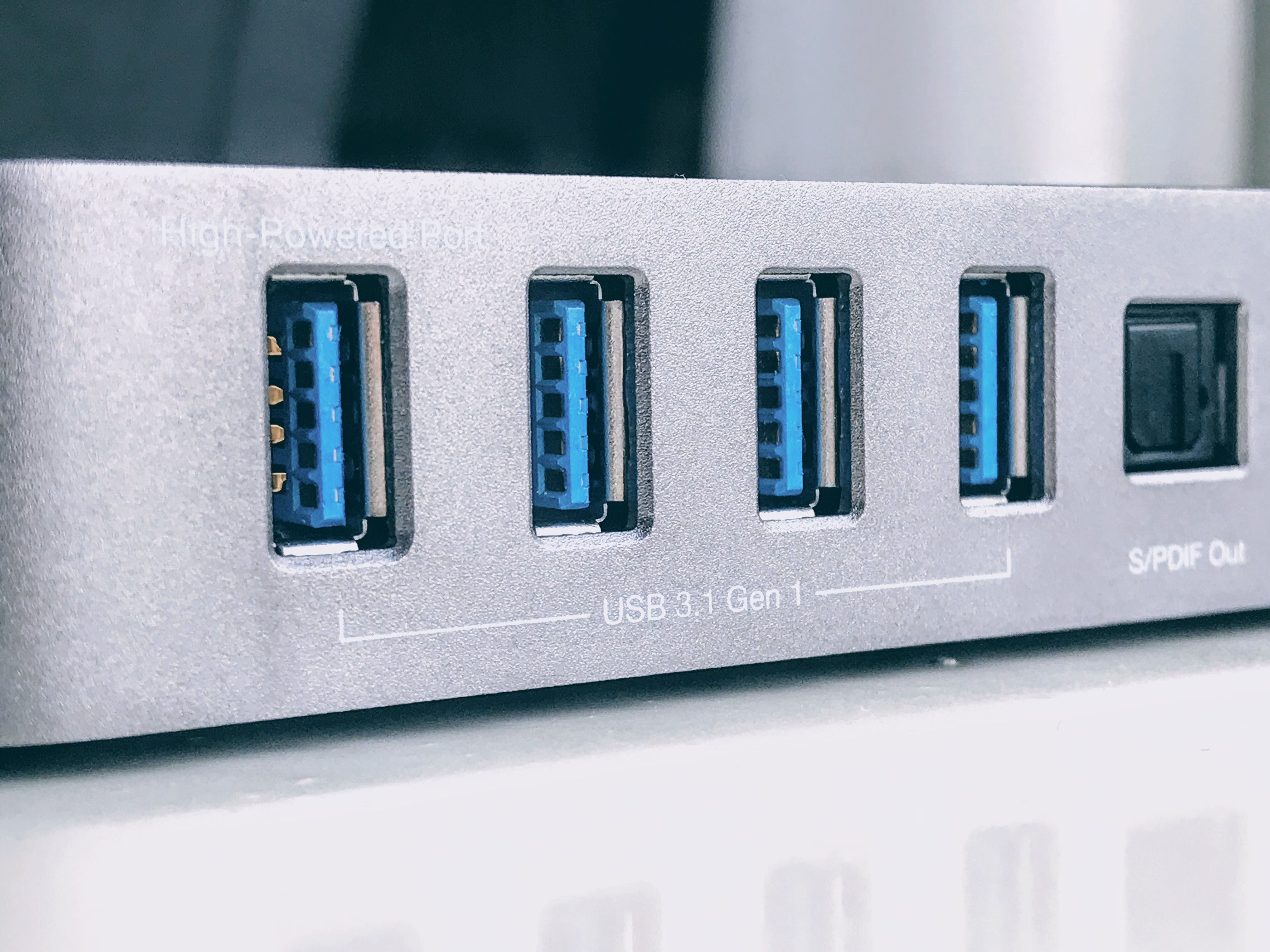
Các cổng USB 3.0 (sau này đổi tên thành USB 3.1 Thế hệ 1, USB 3.2 Thế hệ 2)

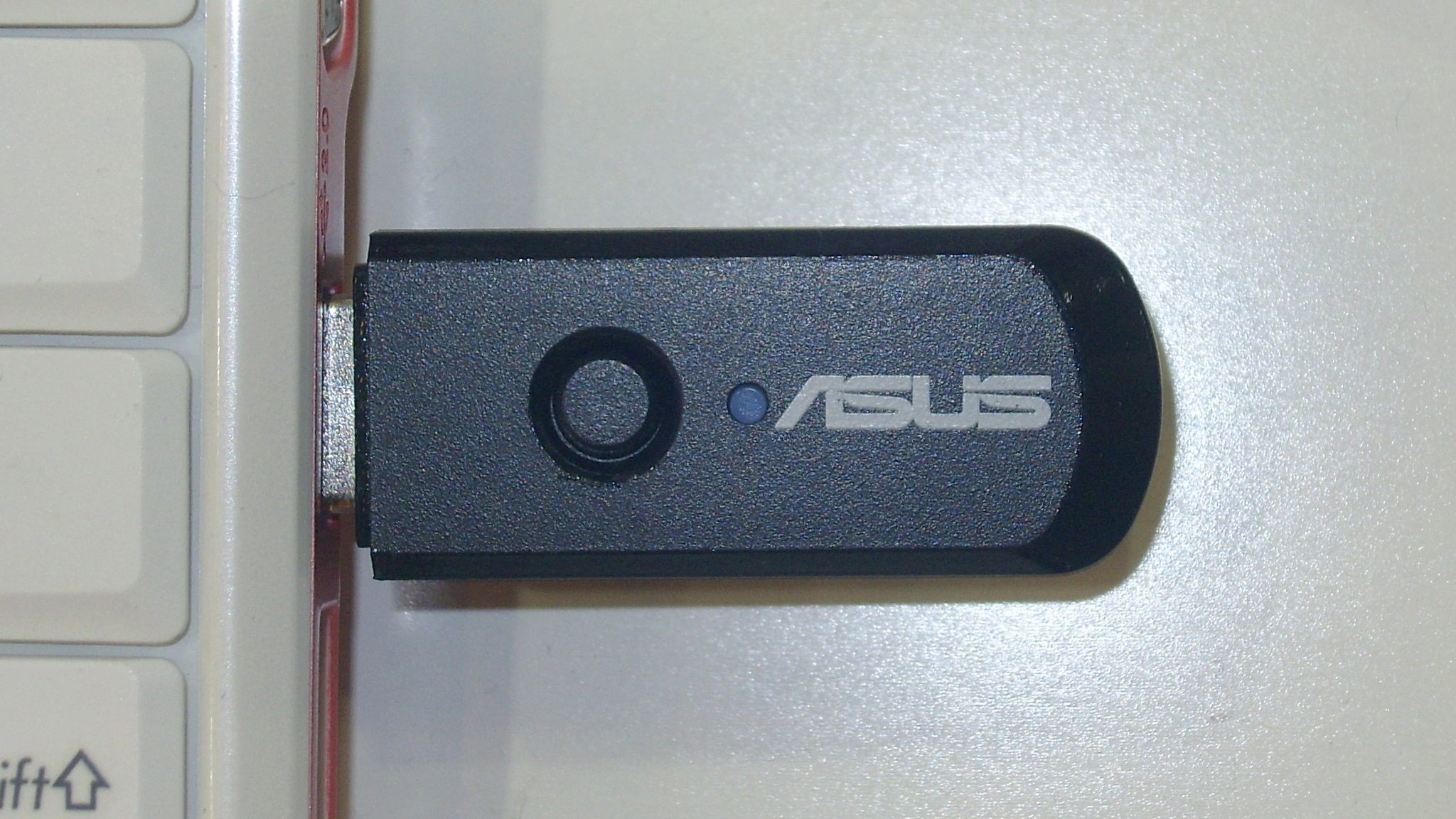
Chiếc USB được cắm vào thân laptop.

USB (Universal Serial Bus) là một chuẩn kết nối và truyền dữ liệu số tuần tự, tốc độ cao, đa năng, đa môi trường, dùng trong dân dụng, công nghiệp, môi trường cố định, di chuyển trên ô tô như: cổng sạc, màn hình trên ô tô, camera hành trình. Do sử dụng đa môi trường nên USB là chuẩn phổ biến nhất hiện nay với khoảng 2 tỷ cổng sản xuất/năm.
USB có khả năng nổi bật đó là khả năng cắm nóng và khả năng cấp năng lượng điện cho ngoại vi. Ban đầu, USB sử dụng để kết nối các thiết bị ngoại vi với máy tính, chúng thường được thiết kế dưới dạng các đầu cắm cho các thiết bị tuân theo chuẩn cắm-và-chạy mà với tính năng cắm nóng thiết bị (nối và ngắt các thiết bị không cần phải khởi động lại hệ thống).
Được phát hành vào năm 1996, tiêu chuẩn USB hiện được duy trì bởi tổ chức USB-IF.  Đã có bốn thế hệ USB, gồm: USB 1.x, USB 2.0, USB 3.x và USB4

## Tổng quan
USB ban đầu được thiết kế để chuẩn hóa kết nối của thiết bị ngoại vi với máy tính để giao tiếp và cung cấp năng lượng điện. Nó đã thay thế phần lớn các giao diện như cổng nối tiếp và song song. USB đã trở nên phổ biến trên nhiều loại thiết bị. Ví dụ về thiết bị ngoại vi được kết nối qua USB bao gồm bàn phím, chuột máy tính, máy quay phim, máy in, đầu đĩa DVD, trình phát đa phương tiện di động, ổ đĩa và bộ điều hợp mạng...
Hiện các cổng kết nối USB đang dần thay thế các loại cáp sạc khác của các thiết bị di động.

### Nhận dạng ổ cắm
Phần này nhằm cho phép xác định nhanh các ổ cắm USB trên thiết bị
| Các loại kết nối | Các loại kết nối | USB 1.0 1996 | USB 1.1 1998                              | USB 2.0 2000                                                    | USB 2.0 (Đã sửa đổi)                                            | USB 3.0 (sau đổi thành USB 3.1 Gen 1 và USB 3.2 Gen 1x1) 2008 | USB 3.1(tên khác là USB 3.1 Gen 2) (sau đổi thành USB 3.2 Gen 2x1) 2014 | USB 3.2(sau đổi thành USB 3.2 Gen 2x2) 2017 | USB4 2019                                |            |
| ---------------- | ---------------- | ------------ | ----------------------------------------- | --------------------------------------------------------------- | --------------------------------------------------------------- | ------------------------------------------------------------- | ----------------------------------------------------------------------- | ------------------------------------------- | ---------------------------------------- | ---------- |
| Truyền dữ liệu   | Truyền dữ liệu   | 1.5 Mbps     | 1.5 Mbps (Low Speed) 12 Mbps (Full Speed) | 1.5 Mbps (Low Speed) 12 Mbps (Full Speed) 480 Mbps (High Speed) | 1.5 Mbps (Low Speed) 12 Mbps (Full Speed) 480 Mbps (High Speed) | 5 Gbps (SuperSpeed)                                           | 10 Gbps (SuperSpeed+)                                                   | 20 Gbps (SuperSpeed++)                      | 40 Gbps (SuperSpeed++ and Thunderbolt 3) |            |
| Chuẩn            | A                | Type A       | Type A                                    | Type A                                                          | Type A                                                          | Type A                                                        | Type A                                                                  | Deprecated                                  | Deprecated                               |            |
| Chuẩn            | B                | Type B       | Type B                                    | Type B                                                          | Type B                                                          | Type B                                                        | Type B                                                                  | Deprecated                                  | Deprecated                               |            |
| Chuẩn            | C                | —            | —                                         | —                                                               | Type C (phóng to)                                               | Type C (phóng to)                                             | Type C (phóng to)                                                       | Type C (phóng to)                           | Type C (phóng to)                        |            |
| Mini             | A                | —            | Mini A                                    | Mini A                                                          | Mini A                                                          | Deprecated                                                    | Deprecated                                                              | Deprecated                                  | Deprecated                               | Deprecated |
| Mini             | B                | —            | Mini B                                    | Mini B                                                          | Mini B                                                          | Deprecated                                                    | Deprecated                                                              | Deprecated                                  | Deprecated                               | Deprecated |
| Mini             | AB               | —            | —                                         | —                                                               | Mini AB                                                         | Deprecated                                                    | Deprecated                                                              | Deprecated                                  | Deprecated                               | Deprecated |
| Micro            | A                | —            | —                                         | —                                                               | —                                                               | —                                                             | —                                                                       | —                                           | —                                        |            |
| Micro            | B                | —            | —                                         | —                                                               | Micro B                                                         | Micro B                                                       | Micro B                                                                 | Deprecated                                  | Deprecated                               |            |
| Micro            | AB               | —            | —                                         | —                                                               | Micro AB                                                        | Deprecated                                                    | Deprecated                                                              | Deprecated                                  | Deprecated                               |            |

### Ưu điểm
USB được phát triển để đơn giản hóa và cải thiện giao diện giữa máy tính cá nhân và thiết bị ngoại vi, khi so sánh với các giao diện độc quyền tiêu chuẩn hoặc đặc biệt hiện có trước đây
Từ quan điểm của người dùng máy tính, giao diện USB cải thiện tính dễ sử dụng theo một số cách:
- Giao diện USB có thể tự cấu hình, giúp người dùng không cần phải điều chỉnh cài đặt của thiết bị về tốc độ hoặc định dạng dữ liệu, hoặc định cấu hình ngắt, địa chỉ đầu vào/ra hoặc kênh truy cập bộ nhớ trực tiếp.[4]
- Đầu nối USB được tiêu chuẩn hóa tại máy chủ, vì vậy bất kỳ thiết bị ngoại vi nào cũng có thể sử dụng hầu hết các ổ cắm có sẵn.
- USB tận dụng tối đa sức mạnh xử lý bổ sung có thể được đưa vào các thiết bị ngoại vi để chúng có thể tự quản lý. Do đó, các thiết bị USB thường không có cài đặt giao diện người dùng điều chỉnh.
- Giao diện USB có thể rút nóng (có thể trao đổi thiết bị mà không cần khởi động lại máy tính).
- Các thiết bị nhỏ có thể được cấp nguồn trực tiếp từ giao diện USB, loại bỏ sự cần thiết của cáp cấp nguồn bổ sung.
- Vì chỉ cho phép sử dụng biểu trưng USB sau khi kiểm tra tuân thủ, người dùng có thể tin tưởng rằng thiết bị USB sẽ hoạt động như mong đợi mà không cần tương tác nhiều với các cài đặt và cấu hình.
- Giao diện USB xác định các giao thức để khôi phục từ các lỗi phổ biến, cải thiện độ tin cậy so với các giao diện trước đó.[3]
- Cài đặt một thiết bị dựa trên tiêu chuẩn USB yêu cầu thao tác tối thiểu của người vận hành. Khi người dùng cắm thiết bị vào một cổng trên máy tính đang chạy, thiết bị đó hoàn toàn tự động định cấu hình bằng cách sử dụng trình điều khiển thiết bị hiện có hoặc hệ thống nhắc người dùng tìm trình điều khiển, sau đó cài đặt và cấu hình tự động.
- Tiêu chuẩn USB cũng cung cấp nhiều lợi ích cho các nhà sản xuất phần cứng và nhà phát triển phần mềm, đặc biệt là ở sự dễ thực hiện tương đối:
- Tiêu chuẩn USB loại bỏ yêu cầu phát triển các giao diện độc quyền cho các thiết bị ngoại vi mới.
- Một loạt các tốc độ truyền có sẵn từ giao diện USB phù hợp với các thiết bị khác nhau, từ bàn phím và chuột cho đến giao diện video trực tuyến.
- Giao diện USB có thể được thiết kế để cung cấp độ trễ khả dụng tốt nhất cho các chức năng quan trọng về thời gian hoặc có thể được thiết lập để thực hiện chuyển dữ liệu hàng loạt trong nền mà ít ảnh hưởng đến tài nguyên hệ thống.
- Giao diện USB được tổng thể hóa không có đường tín hiệu chỉ dành riêng cho một chức năng của một thiết bị

Tiêu chuẩn USB cũng cung cấp nhiều lợi ích cho các nhà sản xuất phần cứng và nhà phát triển phần mềm, đặc biệt là ở sự dễ dàng thực hiện:
- Tiêu chuẩn USB loại bỏ yêu cầu phát triển các giao diện độc quyền cho các thiết bị ngoại vi mới.
- Nhiều tốc độ truyền có sẵn từ giao diện USB phù hợp với các thiết bị khác nhau, từ bàn phím và chuột cho đến giao diện video trực tuyến.
- Giao diện USB có thể được thiết kế để cung cấp độ trễ tốt nhất cho các chức năng quan trọng về thời gian hoặc có thể được thiết lập để thực hiện chuyển dữ liệu hàng loạt trong nền mà ít ảnh hưởng đến tài nguyên hệ thống.
- Giao diện USB được tổng thể hóa không có đường tín hiệu chỉ dành riêng cho một chức năng của một thiết bị.[3]

### Hạn chế
Như với tất cả các tiêu chuẩn, USB có nhiều hạn chế đối với thiết kế của nó:
- Cáp USB có chiều dài hạn chế khoảng 5 mét, sử dụng hub thì có thể nối dài 30 mét, vì tiêu chuẩn này dành cho các thiết bị ngoại vi trên cùng một không gian hẹp, không phải giữa các phòng hoặc tòa nhà. Tuy nhiên, một cổng USB có thể được kết nối với một cổng truy cập các thiết bị ở xa.
- USB có cấu trúc liên kết mạng cây nghiêm ngặt và giao thức chủ / tớ để định địa chỉ các thiết bị ngoại vi; các thiết bị đó không thể tương tác với nhau ngoại trừ thông qua máy chủ lưu trữ và hai máy chủ không thể giao tiếp trực tiếp qua cổng USB của chúng. Có thể thực hiện một số phần mở rộng cho giới hạn này thông qua USB On-The-Go, thiết bị Dual-Role[5] và bức tường giao thức.
- Máy chủ lưu trữ không thể phát tín hiệu đến tất cả các thiết bị ngoại vi cùng một lúc — mỗi thiết bị phải được định địa chỉ riêng. Một số thiết bị ngoại vi tốc độ rất cao yêu cầu tốc độ ổn định không có trong tiêu chuẩn USB.[3]
- Mặc dù các bộ chuyển đổi tồn tại giữa một số giao diện cũ và USB, chúng có thể không cung cấp triển khai đầy đủ của phần cứng kế thừa. Ví dụ: bộ chuyển đổi cổng USB sang cổng song song có thể hoạt động tốt với máy in, nhưng không hoạt động tốt với máy quét yêu cầu sử dụng chân dữ liệu hai chiều.[3]

Đối với một nhà phát triển sản phẩm, việc sử dụng USB yêu cầu thực hiện một giao thức phức tạp và ngụ ý một bộ điều khiển "thông minh" trong thiết bị ngoại vi. Các nhà phát triển thiết bị USB dự định bán công khai thường phải có USB ID. Điều này yêu cầu họ phải trả phí cho USB-IF. Các nhà phát triển sản phẩm sử dụng thông số kỹ thuật USB phải ký thỏa thuận với USB-IF. Việc sử dụng biểu trưng USB trên sản phẩm yêu cầu phí hàng năm và là thành viên của tổ chức.

## Lịch sử
Bảy công ty bao gồm: Compaq, DEC, IBM, Intel, Microsoft, NEC và Nortel bắt đầu phát triển USB vào năm 1994. Mục đích là làm cho việc kết nối thiết bị bên ngoài với PC về cơ bản dễ dàng hơn bằng cách thay thế vô số đầu nối ở phía sau PC, giải quyết các vấn đề về khả năng sử dụng của các giao diện hiện có và đơn giản hóa cấu hình phần mềm của tất cả các thiết bị được kết nối với USB, cũng như cho phép tốc độ dữ liệu cho các thiết bị bên ngoài. Ajay Bhatt và nhóm của ông đã làm việc dựa trên tiêu chuẩn tại Intel; các mạch tích hợp đầu tiên hỗ trợ USB được Intel sản xuất vào năm 1995.
Thông số kỹ thuật ban đầu của USB 1.0, được giới thiệu vào tháng 1 năm 1996, xác định tốc độ truyền dữ liệu là 1,5 Mbit/s (thấp) và 12 Mbit/s (đầy đủ). Các thiết kế dự thảo đã yêu cầu một bus tốc độ đơn 5 Mbit / s, nhưng tốc độ thấp đã được thêm vào để hỗ trợ các thiết bị ngoại vi giá rẻ với cáp không có lớp bảo vệ. Các thiết kế dự thảo đã yêu cầu một bus tốc độ đơn 5 Mbit/s, nhưng tốc độ thấp đã được thêm vào để hỗ trợ các thiết bị ngoại vi giá rẻ với cáp không được che chắn, dẫn đến thiết kế tách rời với tốc độ dữ liệu 12 Mbit/s dành cho các thiết bị tốc độ cao hơn chẳng hạn như máy in và ổ đĩa mềm, và tốc độ 1,5 Mbit/s thấp hơn cho các thiết bị tốc độ dữ liệu thấp như bàn phím, chuột máy tính và joystick. Windows 95, OSR 2.1 cung cấp hỗ trợ OEM cho các thiết bị vào tháng 8 năm 1997. Phiên bản đầu tiên được sử dụng rộng rãi là USB 1.1, được phát hành vào tháng 9 năm 1998. iMac của Apple Inc. là sản phẩm chính đầu tiên có USB và thành công của iMac đã giúp USB phổ biến. Sau quyết định thiết kế của Apple để loại bỏ tất cả các cổng cũ khỏi iMac, nhiều nhà sản xuất PC đã bắt đầu xây dựng các PC không có thiết kế cũ, dẫn đến thị trường PC sử dụng USB làm chuẩn kết nối chính trở lên rộng lớn hơn.
Đặc điểm kỹ thuật USB 2.0 được phát hành vào tháng 4 năm 2000 và đã được USB-IF phê chuẩn vào cuối năm 2001. Hewlett-Packard, Intel, Lucent Technologies (nay là Nokia), NEC và Philips cùng dẫn dắt sáng kiến phát triển tốc độ truyền dữ liệu cao hơn, với đặc điểm kỹ thuật đạt được là 480 Mbit/s, nhanh gấp 40 lần so với thông số kỹ thuật ban đầu của USB 1.1.
Thông số kỹ thuật của USB 3.0 được xuất bản vào ngày 12 tháng 11 năm 2008. Mục tiêu chính của nó là tăng tốc độ truyền dữ liệu (lên đến 5 Gbit/s), giảm tiêu thụ điện năng, tăng công suất đầu ra và tương thích ngược với USB 2.0.(3–1) USB 3.0 bao gồm một bus tốc độ cao hơn mới được gọi là SuperSpeed song song với USB 2.0. Vì lý do này, phiên bản mới còn được gọi là SuperSpeed. Các thiết bị được trang bị USB 3.0 đầu tiên đã được giới thiệu vào tháng 1 năm 2010.
Tính đến  năm 2008, khoảng 6 tỷ cổng và giao diện USB đã có mặt trên thị trường toàn cầu và khoảng 2 tỷ cổng được bán mỗi năm.
Thông số kỹ thuật USB 3.1 đã được ra mắt vào tháng 7 năm 2013.
Vào tháng 12 năm 2014, USB-IF đã trình làng thông số kỹ thuật USB 3.1, USB Power Delivery 2.0 và USB-C cho IEC (TC 100 - Hệ thống và thiết bị âm thanh, video và đa phương tiện) để đưa vào tiêu chuẩn quốc tế IEC 62680 (Giao diện Bus nối tiếp đa năng cho dữ liệu và nguồn), hiện đang dựa trên USB 2.0.
Thông số kỹ thuật USB 3.2 đã được ra mắt vào tháng 9 năm 2017.

### USB 1.x
Được phát hành vào tháng 1 năm 1996, tốc độ dữ liệu quy định USB 1.0 là 1,5 Mbps (Băng thông thấp) và 12 Mbps (đầy đủ). Nó không cho phép cáp mở rộng hoặc màn hình xuyên qua, do giới hạn về thời gian và điện áp. Rất ít thiết bị USB xuất hiện trên thị trường cho đến khi USB 1.1 được phát hành vào tháng 8 năm 1998. USB 1.1 là bản sửa đổi sớm nhất được áp dụng rộng rãi và dẫn đến cái mà Microsoft chỉ định là "PC không có di sản".
Cả USB 1.0 và 1.1 đều không chỉ định thiết kế cho bất kỳ đầu nối nào nhỏ hơn tiêu chuẩn loại A hoặc loại B. Mặc dù nhiều thiết kế cho đầu nối loại B thu nhỏ đã xuất hiện trên nhiều thiết bị ngoại vi, nhưng sự phù hợp với tiêu chuẩn USB 1.x đã bị cản trở bởi việc xử lý các thiết bị ngoại vi có các đầu nối thu nhỏ như thể chúng có kết nối bằng dây (nghĩa là: không có phích cắm hoặc ổ cắm ở đầu ngoại vi). Không có đầu nối loại A thu nhỏ nào được biết đến cho đến khi USB 2.0 (phiên bản số 1.01) ra mắt.

### USB 2.0

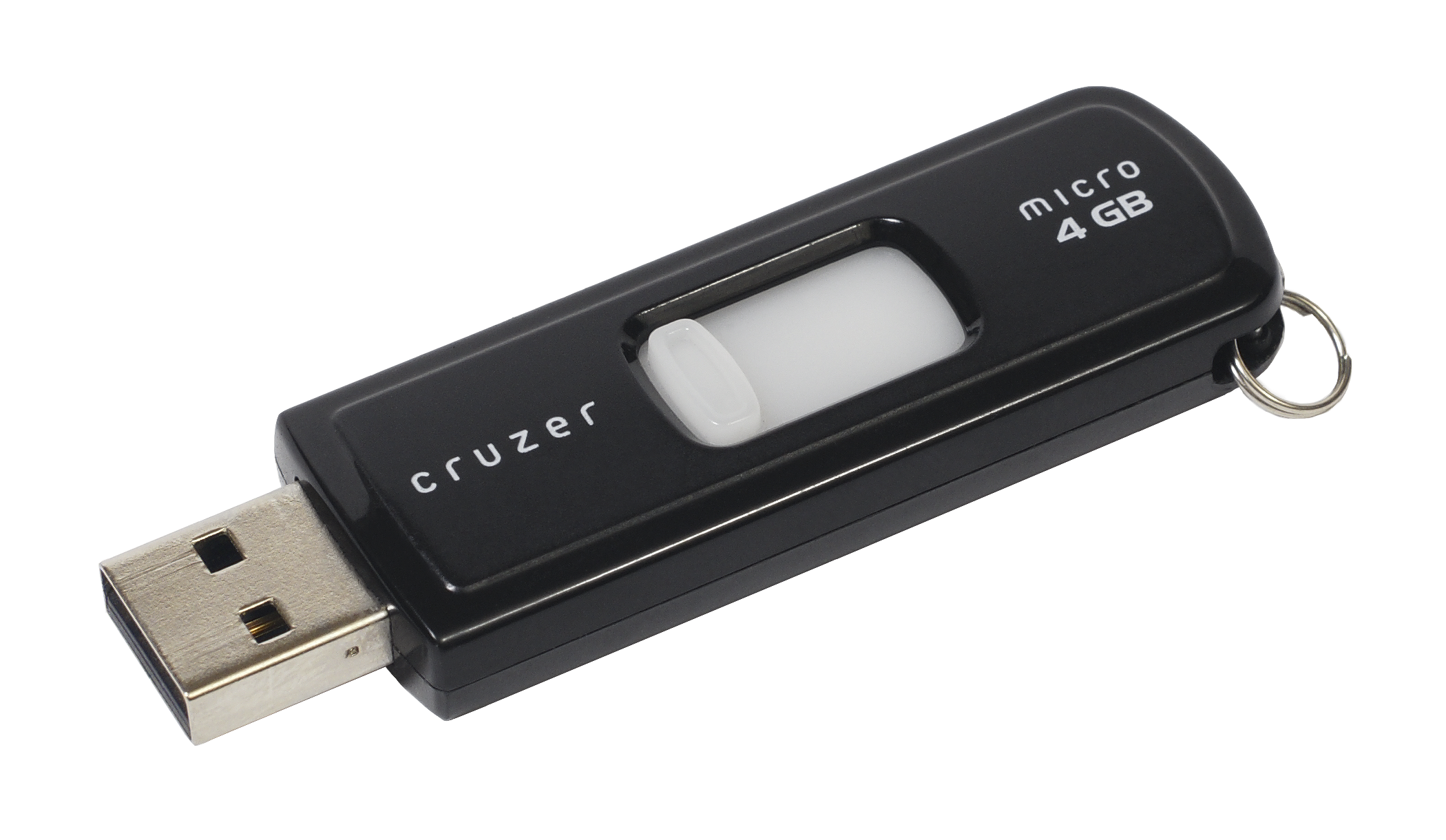
Một ổ flash dùng cổng giao tiếp USB

USB phiên bản 2.0 được đưa ra vào tháng 4 năm 2000 (lúc đó Windows 2000 đã ra mắt cũng sẽ sớm tương thích với USB 2.0 vì hệ điều hành Windows 2000) và xem như bản cải tiến của USB 1.1. USB 2.0 (loại tốc độ cao) mở rộng băng thông cho ứng dụng đa truyền thông và truyền với tốc độ nhanh hơn 50 lần so với USB 1.1. Để có sự chuyển tiếp các thiết bị mới, USB 2.0 có đầy đủ khả năng tương thích với những thiết bị USB trước đó và cũng hoạt động tốt với những sợi cáp, đầu cắm dành cho cổng USB trước đó. Nó Hỗ trợ ba chế độ tốc độ (1,5 Mbps; 12 Mbps và 480 Mbps), USB 2.0 hỗ trợ những thiết bị chỉ cần băng thông thấp như bàn phím và chuột, cũng như thiết bị cần băng thông lớn như webcam, máy quét, máy in, máy quay và những hệ thống lưu trữ lớn. Sự phát triển của chuẩn USB 2.0 đã cho phép những nhà phát triển phần cứng phát triển các thiết bị giao tiếp nhanh hơn, thay thế các chuẩn giao tiếp song song và tuần tự cổ điển trong công nghệ máy tính. USB 2.0 và các phiên bản kế tiếp của nó trong tương lai sẽ giúp các máy tính có thể đồng thời làm việc với nhiều thiết bị ngoại vi hơn.
Hiện nay, nhiều máy tính cùng tồn tại song song hai chuẩn USB 2.0 và 3.0, người sử dụng nên xác định rõ các cổng 2.0 để sử dụng hiệu quả. Thông thường hệ điều hành Windows Vista có thể cảnh báo nếu một thiết bị USB 1.1 được cắm vào cổng USB 2.0.

### USB 3.x
Thông số kỹ thuật USB 3.0 được phát hành vào ngày 12 tháng 11 năm 2008, với việc quản lý của nó được chuyển từ Nhóm quảng bá USB 3.0 sang USB-IF và được công bố vào ngày 17 tháng 11 năm 2008 tại Hội nghị các nhà phát triển USB SuperSpeed.
USB 3.0 bổ sung chế độ truyền SuperSpeed, với các phích cắm, ổ cắm và cáp tương thích ngược đi kèm. Ổ cắm và đầu nối SuperSpeed được xác định bằng biểu tượng riêng biệt và các miếng chèn màu xanh lam trong ổ cắm định dạng tiêu chuẩn.
Chế độ SuperSpeed cung cấp một chế độ truyền với tốc độ lý thuyết là 5,0 Gbps, ngoài ba chế độ truyền hiện có. Hiệu quả của nó phụ thuộc vào một số yếu tố bao gồm mã hóa ký hiệu vật lý và chi phí cấp liên kết. Ở tốc độ báo hiệu 5 Gbps với mã hóa 8b / 10b, mỗi byte cần 10 bit để truyền, do đó thông lượng thô là 500 MB/s. Khi điều khiển luồng, đóng khung gói và chi phí giao thức được xem xét, việc truyền tải tới một ứng dụng ở mức 400 MB/s (3,2 Gbps) trở lên là thực tế.(4–19) Giao tiếp là song công trong truyền SuperSpeed chế độ; các chế độ trước đó là bán song công, do máy chủ phân xử.
Các thiết bị công suất thấp và công suất cao vẫn hoạt động với tiêu chuẩn này, nhưng các thiết bị sử dụng SuperSpeed có thể tận dụng lợi thế của dòng điện khả dụng tăng lên tương ứng từ 150 mA đến 900 mA.(9–9)
USB 3.0 cũng giới thiệu giao thức UASP, cung cấp tốc độ truyền nói chung nhanh hơn so với giao thức BOT (Bulk-Only-Transfer).
USB 3.1, được phát hành vào tháng 7 năm 2013 có hai biến thể. Phiên bản đầu tiên giữ nguyên chế độ truyền SuperSpeed của USB 3.0 và được gắn nhãn USB 3.1 Gen 1 và phiên bản thứ hai giới thiệu chế độ truyền SuperSpeed+ mới dưới nhãn của USB 3.1 Gen 2. SuperSpeed+ tăng gấp đôi tín hiệu dữ liệu tối đa tốc độ xuống 10 Gbps, trong khi giảm chi phí mã hóa dòng xuống chỉ 3% bằng cách thay đổi sơ đồ mã hóa thành 128b/132b.
USB 3.2, được phát hành vào tháng 9 năm 2017, giữ nguyên các chế độ dữ liệu USB 3.1 SuperSpeed và SuperSpeed+ hiện có nhưng giới thiệu hai chế độ truyền SuperSpeed+ mới qua đầu nối USB-C với tốc độ dữ liệu là 10 và 20 Gbps (1,25 và 2,5 GB/s). Việc tăng băng thông là kết quả của hoạt động đa làn trên các dây hiện có nhằm mục đích cho khả năng lật đật của đầu nối USB-C.

#### Cách thức đặt tên
Bắt đầu với tiêu chuẩn USB 3.2, USB-IF đã giới thiệu một sơ đồ đặt tên mới. Để giúp các công ty xây dựng thương hiệu cho các chế độ truyền khác nhau, USB-IF đã khuyến nghị xây dựng thương hiệu cho các chế độ truyền 5, 10 và 20 Gbit/s là SuperSpeed USB 5Gbit/s, SuperSpeed USB 10Gbit/s và SuperSpeed USB 20Gbit/s, tương ứng:
| Thông số kỹ thuật | Tên               | Tên cũ        | Ghi chú của USB-IF    | Tốc độ dữ liệu | Tốc độ truyền | Biểu tượng |
| ----------------- | ----------------- | ------------- | --------------------- | -------------- | ------------- | ---------- |
| USB 3.0           | USB 3.2 Gen 1     | USB 3.1 Gen 1 | SuperSpeed USB 5Gbps  | 5Gbps          | 500 MB/s      |            |
| USB 3.1           | USB 3.2 Gen 2     | USB 3.1 Gen 2 | SuperSpeed USB 10Gbps | 10Gbps         | 1.21 GB/s     |            |
| USB 3.2           | USB 3.2 Gen 2 x 2 | —             | SuperSpeed USB 20Gbps | 20Gbps         | 2.42 GB/s     |            |

### USB4

The USB4 40Gbit/s logo

Thông số kỹ thuật của USB4 được USB-IF phát hành vào ngày 29 tháng 8 năm 2019.
USB4 dựa trên đặc điểm kỹ thuật của giao thức Thunderbolt 3. Nó hỗ trợ thông lượng 40 Gbit/s, tương thích với Thunderbolt 3 và tương thích ngược với USB 3.2 và USB 2.0. Kiến trúc xác định một phương pháp để chia sẻ động một liên kết tốc độ cao với nhiều loại thiết bị đầu cuối phục vụ tốt nhất cho việc truyền dữ liệu theo loại và ứng dụng.
Các đặc điểm kỹ thuật dưới đây sẽ cho thấy các công nghệ sau sẽ được hỗ trợ trong USB4:
| Kết nối                  | Bắt buộc đối với | Bắt buộc đối với | Bắt buộc đối với | Remarks |
| ------------------------ | ---------------- | ---------------- | ---------------- | --- |
| Kết nối                  | Máy chủ          | Các cổng mở rộng | Thiết bị         | Remarks |
| USB 2.0 (480 Mbit/s)     | Có               | Có               | Có               | Khác hẳn với các chức năng khác — sử dụng ghép kênh các liên kết tốc độ cao — USB 2.0 qua USB-C sử dụng cặp dây khác biệt của riêng nó                                                        |
| USB4 Gen 2x2 (20 Gbit/s) | Có               | Có               | Có               | Thiết bị được gắn nhãn USB 3.0 vẫn hoạt động qua máy chủ hoặc bộ chia USB4 dưới dạng thiết bị USB 3.0. Yêu cầu thiết bị của Gen 2x2 chỉ áp dụng cho các thiết bị gắn nhãn USB4 mới            |
| USB4 Gen 3x2 (40 Gbit/s) | Không            | Có               | Không            | Thiết bị được gắn nhãn USB 3.0 vẫn hoạt động qua máy chủ hoặc bộ chia USB4 dưới dạng thiết bị USB 3.0. Yêu cầu thiết bị của Gen 2x2 chỉ áp dụng cho các thiết bị gắn nhãn USB4 mới            |
| DisplayPort              | Có               | Có               | Không            | Yêu cầu máy chủ và trung tâm hỗ trợ Chế độ thay thế DisplayPort. |
| Máy chủ đến Máy chủ      | Có               | Có               | —                | Một kết nối giống mạng LAN giữa hai máy tính |
| PCI Express              | Không            | Có               | Không            | Chức năng PCI Express của USB4 sao chép chức năng của các phiên bản trước của thông số kỹ thuật của Thunderbolt                                                                               |
| Thunderbolt 3            | Không            | Có               | Không            | Thunderbolt 3 sử dụng cáp USB-C; thông số kỹ thuật USB4 cho phép các máy chủ và thiết bị và yêu cầu các trung tâm hỗ trợ khả năng tương tác với tiêu chuẩn bằng Chế độ thay thế Thunderbolt 3 |
| Các chế độ thay thế khác | Không            | Không            | Không            | Các sản phẩm USB4 có thể tùy chọn cung cấp khả năng tương tác với các Chế độ thay thế HDMI, MHL và VirtualLink                                                                                |

Trong triển lãm CES 2020, USB-IF và Intel đã tuyên bố ý định cho phép các sản phẩm USB4 hỗ trợ tất cả các chức năng tùy chọn như các sản phẩm Thunderbolt 4. Các sản phẩm đầu tiên tương thích với USB4 dự kiến sẽ là dòng Tiger Lake của Intel và dòng CPU Zen 3 của AMD ra mắt vào cuối năm 2020.

### Lịch sử các phiên bản

#### Các phiên bản đã ra mắt
| Tên        | Ngày ra mắt          | Tốc độ truyền tối đa                  | Ghi chú |
| ---------- | -------------------- | ------------------------------------- | --- |
| USB 0.7    | 11 tháng 11 năm 1994 | Phát hành trước                       | Phát hành trước |
| USB 0.8    | Tháng 12 năm 1994    | Phát hành trước                       | Phát hành trước |
| USB 0.9    | 13 tháng 4 năm 1995  | Đầy đủ (12 Mbit/s)                    | Phát hành trước |
| USB 0.99   | Tháng 8 năm 1995     | Phát hành trước                       | Phát hành trước |
| USB 1.0-RC | Tháng 11 năm 1995    | Ứng cử tiềm năng                      | Phát hành trước |
| USB 1.0    | 15 tháng 1 năm 1996  | Đầy đủ (12 Mbit/s), Thấp (1.5 Mbit/s) | |
| USB 1.1    | tháng 8 năm 1998     | Đầy đủ (12 Mbit/s), Thấp (1.5 Mbit/s) | |
| USB 2.0    | tháng 4 năm 2000     | Cao (480 Mbit/s)                      | |
| USB 3.0    | tháng 1 năm 2008     | Superspeed USB (5 Gbit/s)             | Còn được gọi là USB 3.1 Gen và USB 3.2 Gen 1×1 |
| USB 3.1    | tháng 7 năm 2013     | Superspeed+ USB (10 Gbit/s)           | Bao gồm USB 3.1 Gen 2 mới, cũng được đặt tên là USB 3.2 Gen 2×1 trong các thông số kỹ thuật sau này |
| USB 3.2    | tháng 8 năm 2017     | Superspeed+ USB làn kép (20 Gbit/s)   | Bao gồm các chế độ đa liên kết USB 3.2 Gen 1×2 và Gen 2×2 mới |
| USB4       | tháng 8 năm 2019     | 40 Gbit/s (2 làn)                     | Bao gồm các chế độ USB4 Gen 2×2 (mã hóa 64b/66b) và Gen 3×2 (mã hóa 128b/132b) mới và định tuyến USB4 để tạo lối tắt cho các băng thông USB 3.x, DisplayPort 1.4a và PCI Express và truyền dữ liệu giữa các máy chủ, dựa trên giao thức Thunderbolt 3 |

#### Các phiên bản đặc biệt (sạc điện,...)
| Tên (khi ra mắt)               | Ngày ra mắt | Điện áp tối đa | Ghi chú |
| ------------------------------ | ----------- | -------------- | --- |
| USB Battery Charging 1.0       | 8/3/2007    | 5 V, ? A       | |
| USB Battery Charging 1.1       | 15/4/2009   | 5 V, 1.8 A     | Trang 28, Bảng 5–2, nhưng có giới hạn ở đoạn 3.5. Trong cổng chuẩn A thông thường của USB 2.0, nó chỉ hỗ trợ cường độ dòng điện 1.5A. |
| USB Battery Charging 1.2       | 7/12/2010   | 5 V, 5 A       | [ 37 ] |
| USB PD rev 1.0 (phiên bản 1.0) | 5/7/2012    | 20 V, 5 A      | Sử dụng giao thức FSK qua nguồn kết nối (VBUS)                                                                                        |
| USB PD rev 3.0 (phiên bản 1.3) | 11/3/2014   | 20 V, 5 A      | |
| USB Type-C rev 1.0             | 11/8/2014   | 5 V, 3 A       | Một kiểu kết nối mới với cáp nối đặc biệt                                                                                             |
| USB PD rev 2.0 (phiên bản 1.0) | 11/8/2014   | 20 V, 5 A      | Sử dụng giao thức BMC qua kênh giao tiếp (CC) trên cáp USB-C.                                                                         |
| USB Type-C rev 1.1             | 3/4/2015    | 5 V, 3 A       | |
| USB PD rev 2.0 (phiên bản 1.1) | 7/5/2015    | 20 V, 5 A      | |
| USB Type-C rev 1.2             | 25/3/2016   | 5 V, 3 A       | |
| USB PD rev 2.0 (phiên bản 1.2) | 25/3/2016   | 20 V, 5 A      | |
| USB PD rev 2.0 (phiên bản 1.3) | 12/1/2017   | 20 V, 5 A      | |
| USB PD rev 3.0 (phiên bản 1.1) | 12/1/2017   | 20 V, 5 A      | |
| USB Type-C rev 1.3             | 14/7/2017   | 5 V, 3 A       | |
| USB PD rev 3.0 (phiên bản 1.2) | 21/6/2018   | 20 V, 5 A      | |
| USB Type-C rev 1.4             | 29/3/2019   | 5 V, 3 A       | |
| USB Type-C rev 2.0             | 29/8/2019   | 5 V, 3 A       | Kích hoạt USB4 qua đầu nối và cáp USB-C.                                                                                              |
| USB PD rev 3.0 (phiên bản 2)   | 29/8/2019   | 20 V, 5 A      | [ 38 ] |

## Những đặc trưng của USB
USB có những đặc trưng sau đây:
- Cho phép mở rộng 127 thiết bị kết nối cùng vào một máy tính thông qua một cổng USB duy nhất (bao gồm các hub USB);
- Những sợi cáp USB riêng lẻ có thể dài tới 5 mét; với những hub, có thể kéo dài tới 30 mét (6 sợi cáp nối tiếp nhau thông qua các hub) tính từ đầu cắm trên máy tính.
- Với USB 2.0 chuẩn tốc độ cao, đường truyền đạt tốc độ tối đa đến 480 Mbps.
- Cáp USB gồm hai sợi nguồn (+5V và dây chung GND) cùng một cặp gồm hai sợi dây xoắn để mang dữ liệu.
- Trên sợi nguồn, máy tính có thể cấp nguồn lên tới 500mA ở điện áp 5V một chiều (DC).
- Những thiết bị tiêu thụ công suất thấp (ví dụ: chuột, bàn phím, loa máy tính công suất thấp...) được cung cấp điện năng cho hoạt động trực tiếp từ các cổng USB mà không cần có sự cung cấp nguồn riêng (thậm chí các thiết bị giải trí số như SmartPhone, PocketPC ngày nay sử dụng các cổng USB để sạc pin). Với các thiết bị cần sử dụng nguồn công suất lớn (như máy in, máy quét...) không sử dụng nguồn điện từ đường truyền USB như nguồn chính của chúng, lúc này đường truyền nguồn chỉ có tác dụng như một sự so sánh mức điện thế của tín hiệu. Hub có thể có nguồn cấp điện riêng để cấp điện thêm cho các thiết bị sử dụng giao tiếp USB cắm vào nó bởi mỗi cổng USB chỉ cung cấp một công suất nhất định.
- Những thiết bị USB có đặc tính cắm nóng, điều này có nghĩa các thiết bị có thể được kết nối (cắm vào) hoặc ngắt kết nối (rút ra) trong mọi thời điểm mà người sử dụng cần mà không cần phải khởi động lại hệ thống.
- Nhiều thiết bị USB có thể được chuyển về trạng thái tạm ngừng hoạt động khi máy tính chuyển sang chế độ tiết kiệm điện.

## Kết nối USB - máy tính
Khi một máy tính được cấp nguồn, nó truy vấn tất cả thiết bị được kết nối vào đường truyền và gán mỗi thiết bị một địa chỉ. Quy trình này được gọi là liệt kê – những thiết bị được liệt kê khi kết nối vào đường truyền. Máy tính cũng tìm ra từ mỗi thiết bị cách truyền dữ liệu nào mà nó cần để hoạt động:
- Ngắt - Một thiết bị như chuột hoặc bàn phím, gửi một lượng nhỏ dữ liệu, sẽ chọn chế độ ngắt.
- Hàng loạt - Một thiết bị như một chiếc máy in, nhận dữ liệu trong một gói lớn, sử dụng chế độ truyền hàng loạt. Một khối dữ liệu được gửi đến máy in (một khối 64 byte) và được kiểm tra để chắc chắn nó chính xác.
- Đẳng thời - Một thiết bị truyền dữ liệu theo chuỗi (lấy ví dụ như loa) sử dụng chế độ đẳng thời - kết nối liên tục. Những dòng dữ liệu giữa thiết bị và máy trong thời gian thực, và không có sự sửa lỗi ở đây.

Máy tính có thể gửi lệnh hay truy vấn tham số với điều khiển những gói tin.
Khi những thiết bị được liệt kê, máy tính sẽ giữ sự kiểm tra đối với tổng băng thông mà tất cả những thiết bị đẳng thời và ngắt yêu cầu. Chúng có thể tiêu hao tới 90% của băng thông 480 Mbps cho phép.
Sau khi 90% được sử dụng, máy tính sẽ từ chối mọi truy cập của những thiết bị đẳng thời và ngắt khác. Điều khiển gói tin và gói tin cho truyền tải hàng loạt sử dụng phần băng thông còn lại (ít nhất 10%).
USB chia băng thông cho phép thành những khung, và máy tính điều khiển những khung đó. Khung chứa 1.500 byte, và một khung mới bắt đầu mỗi mili giây. Thông qua 1 khung, những thiết bị đẳng thời và ngắt lấy được một vị trí do đó chúng được đảm bảo băng thông mà chúng cần. Truyền tải hàng loạt và điều khiển truyền tải sử dụng phần còn lại.

## Hub USB

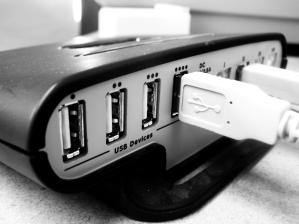
Hub USB 2.0 - 10 cổng sử dụng nguồn ngoài đảm bảo hoạt động ổn định khi cắm nhiều thiết bị mà không gây sụt áp cho nguồn điện trên Mainboard của bạn.

Phần lớn những máy tính ta mua ngày nay có hai hoặc nhiều hơn một chút (có thể là 8 đến 10) đầu cắm USB được thiết kế sẵn trên các cổng xuất vào/ra hoặc các đầu cắm trên bo mạch chủ. Tuy nhiên người sử dụng có thể sử dụng các thiết bị ngoại vi hơn số cổng sẵn có qua khả năng mở rộng thiết bị trên các cổng USB thông qua các USB hub.
Các hub này có thể mở rộng ra rất nhiều cổng và nếu chúng được cung cấp nguồn điện từ bên ngoài (sử dụng các bộ adapter cấp nguồn riêng) sẽ cho phép các thiết bị USB sử dụng năng lượng từ hub mà không bị hạn chế bởi công suất giới hạn trên cổng USB trên máy tính.
Các USB hub hiện nay rất đa dạng về chủng loại, chuẩn hỗ trợ, số cổng mở rộng, hình dạng và thiết kế tích hợp. Nhiều thiết bị ngoại vi đã tích hợp các hub giúp cho người sử dụng dễ dàng cắm các thiết bị kết nối qua cổng USB, màn hình máy tính, bàn phím máy tính...cũng có thể được tích hợp USB hub.
Lưu ý: Một số thiết bị ngoại vi sử dụng các cổng USB để cấp nguồn cho chúng (như các ổ đĩa cứng gắn ngoài không có nguồn độc lập) với yêu cầu cắm vào đồng thời hai cổng USB thì điều này có nghĩa rằng chúng cần một công suất lớn hơn so với khả năng cung cấp của một cổng USB trên máy tính. Nếu sử dụng USB hub loại không có nguồn điện ngoài thì cũng trở thành vô nghĩa bởi đầu cắm còn lại của thiết bị ngoại vi này chỉ dùng để lấy điện. Sự vô ý này của rất nhiều người sử dụng đã làm hư hỏng bo mạch chủ bởi sự cung cấp điện năng quá tải giới hạn cho mỗi đầu ra USB.

## Các thiết bị hoặc phương thức hỗ trợ giao tiếp USB
- Chuột
- Bàn phím
- Máy in
- Máy quét
- Xbox one
- Camera hành trình
- Màn hình
- Modem giao tiếp thông qua USB thay cho cổng RJ-45 thông thường, thường thấy ở các modem ADSL hiện nay.
- Loa: Một số loại chỉ loa công suất thấp chỉ lấy nguồn từ đầu cắm USB (chúng vẫn cắm đường tín hiệu âm thanh từ bo mạch âm thanh thông thường, một số loại loa công suất cao chỉ lấy tín hiệu từ USB (chúng sử dụng nguồn điện riêng).
- Điện thoại VoIP: Điện thoại gọi thông qua Internet.
- Kết nối với các điện thoại di động, Điện thoại thông minh (SmartPhone), Thiết bị hỗ trợ cá nhân...
- Kết nối với những thiết bị lưu trữ mở rộng như: ổ Zip, ổ cứng gắn ngoài, ổ quang gắn ngoài, Ổ USB...
- Kết nối mạng giữa hai máy tính thông qua cáp USB.
- Các bộ chuyển đổi cổng: USB thành RS-232; USB thành PS/2; USB thành cổng Print truyền thống...
- Các bộ điều hợp sử dụng chuẩn giao tiếp USB: Hồng ngoại, Bluetooth, Wi-Fi...
- Các thiết bị nghiên cứu khoa học sử dụng giao tiếp USB để kết nối với máy tính.